# Basílica do Espírito Santo

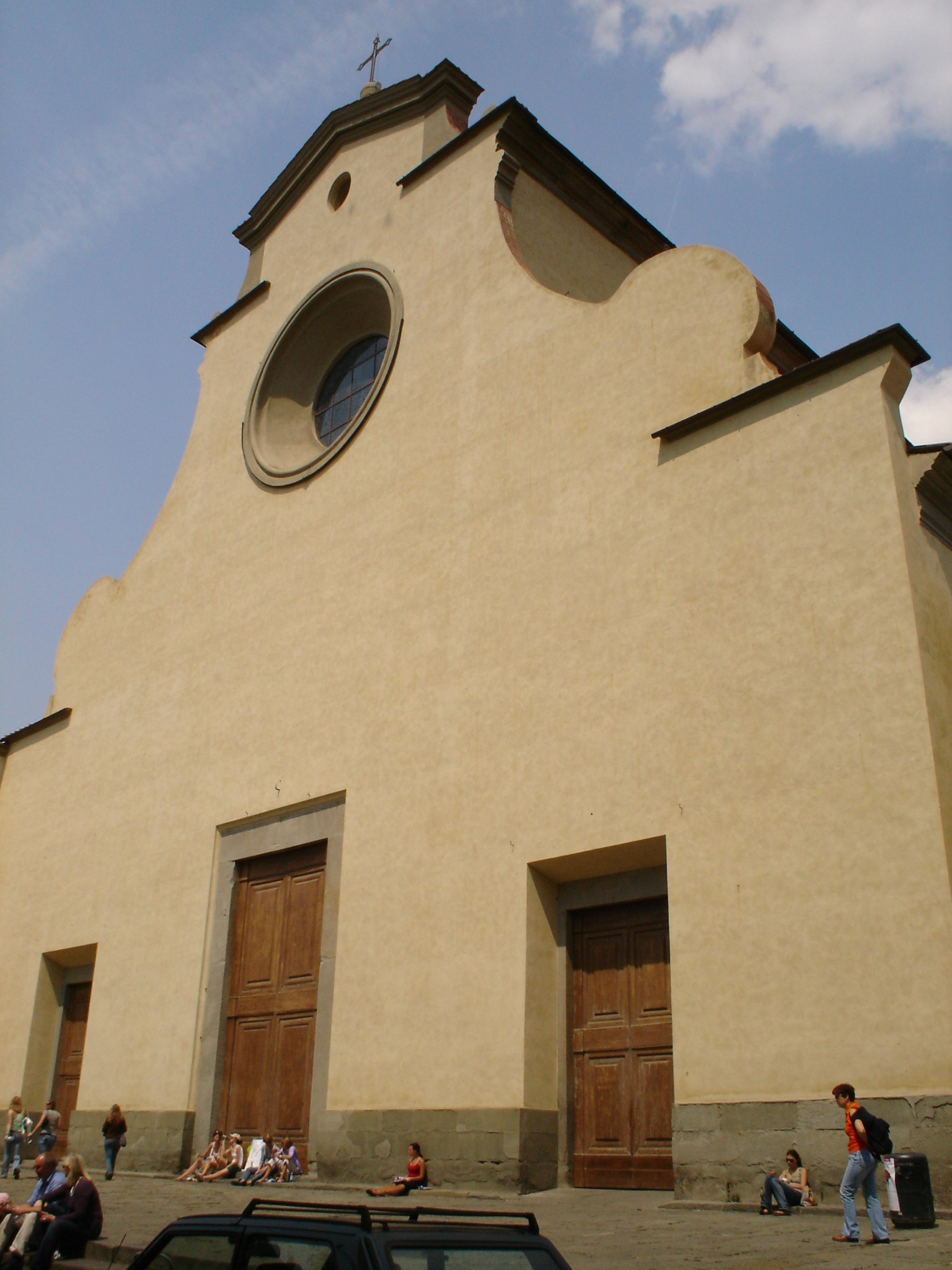
Fachada.

A Basílica de Santa Maria do Espírito Santo é uma das principais igrejas de Florença, na Itália.
Foi erguida sobre ruínas de um convento dos agostinhos do século XIII. Seu projeto se deve a Filippo Brunelleschi. Após sua morte os trabalhos foram continuados por Antonio Manetti, Giovanni da Gaiole e Salvi d'Andrea, mantendo-se muito fiéis ao plano original, mas a fachada jamais foi concluída. Em 1489 foi construída uma sacristia e um vestíbulo com colunas, obras respectivamente de Giuliano da Sangallo e Simone del Pollaiolo. Em 1601 foi instaldo um baldaquino de Giovanni Battista Caccini e Gherardo Silvani sobre o altar-mor. O óculo possui um vitral de Pietro Perugino, e o campanário foi projetado por Baccio d'Agnolo.
Seu interior possui numerosas obras de arte de Francesco Botticini, Andrea Sansovino, Cosimo Rosselli, Filippino Lippi, Giuliano da Sangallo, Alessandro Allori, Nanni di Baccio Bigio, Alessandro Gherardini, Bernardo Buontalenti, Antonio Rossellino, Michelangelo, Ghirlandaio e vários outros mestres.